# Hotelurile Riu

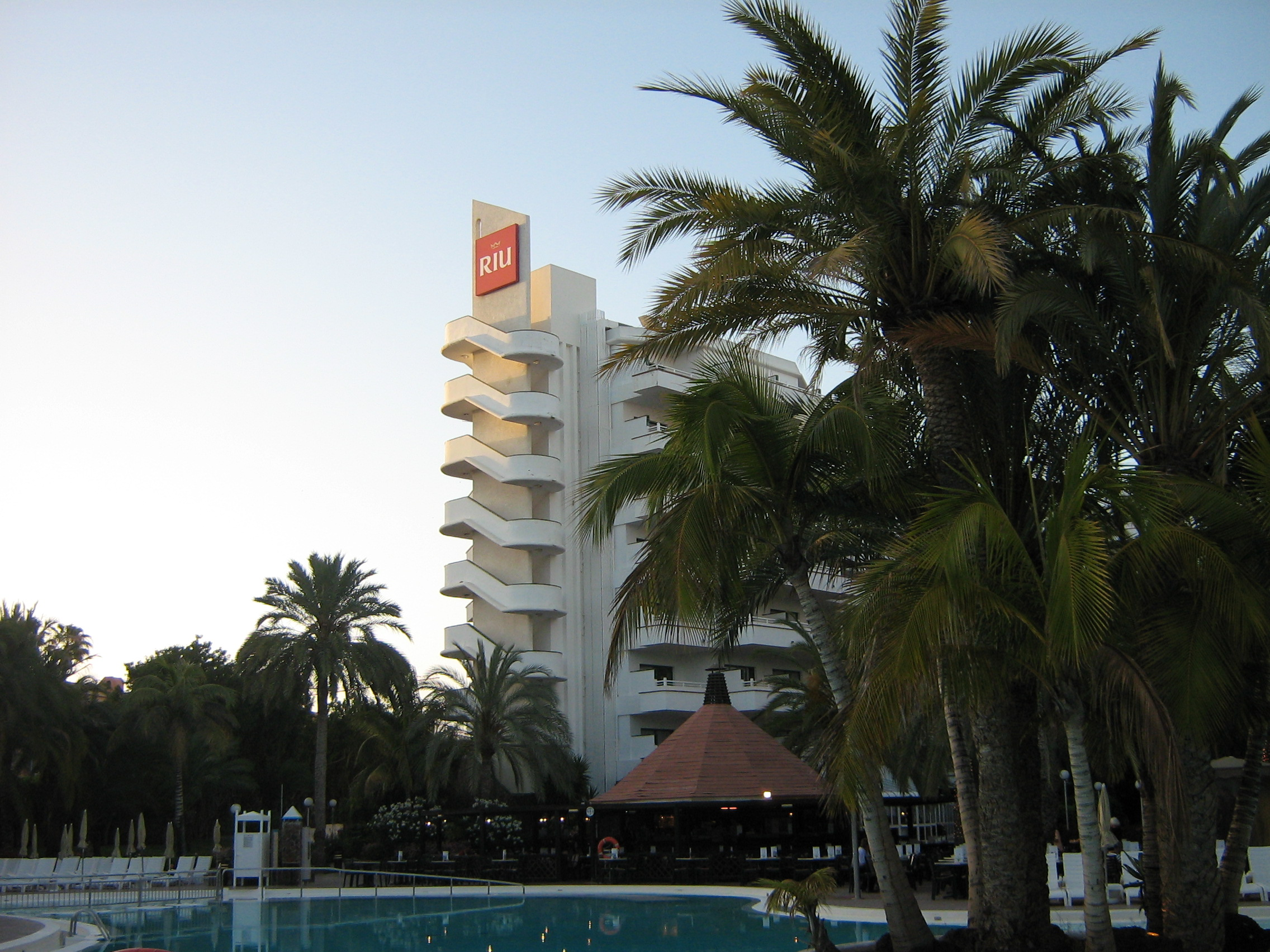
Hotelul RIU Papayas din Gran Canaria

Riu este un lanț de hoteluri din țări în care se vorbește limba spaniolă (și nu numai). Majoritatea hotelurilor Riu sunt clasificate cu cinci stele. Acest lanț de hoteluri a fost înființat în Mallorca, de familia Riu, în 1953, primul hotel fiind Riu San Francisco.
În 2005 lanțul hotelier Riu număra 110 hoteluri aflate în 18 țări. În prezent 50% din acțiunile acestuia sunt deținute de către compania germană de turism TUI AG.
Conform unui clasament realizat de revista Hotels în 2014, este al treizecelea cel mai mare lanț hotelier din lume.

## Sursă
Situl oficial